# Hiroyuki Endō
Hiroyuki Endō (jap. 遠藤 大由, Endō Hiroyuki; * 16. Dezember 1986 in Kawaguchi) ist ein japanischer Badmintonspieler.

## Karriere
Hiroyuki Endō wurde im Thomas Cup 2008 Fünfter mit dem japanischen Herrenteam. Zwei Jahre später steigerte sich die Mannschaft auf den Bronzerang. Bei den Asienspielen 2010 wurde er Neunter im Herrendoppel mit Kenichi Hayakawa. Gemeinsam gewannen sie auch die Australia Open 2010 und 2011.

## Sportliche Erfolge
| Saison | Veranstaltung                | Disziplin    | Platz | Name                             |
| ------ | ---------------------------- | ------------ | ----- | -------------------------------- |
| 2008   | Thomas Cup                   | Herrenteam   | 5     | Japan                            |
| 2010   | Asienspiele                  | Herrendoppel | 9     | Kenichi Hayakawa / Hiroyuki Endō |
| 2010   | Australia Open               | Herrendoppel | 1     | Kenichi Hayakawa / Hiroyuki Endō |
| 2010   | Thomas Cup                   | Herrenteam   | 3     | Japan                            |
| 2011   | Australia Open               | Herrendoppel | 1     | Kenichi Hayakawa / Hiroyuki Endō |
| 2012   | Japan: Einzelmeisterschaften | Herrendoppel | 1     | Kenichi Hayakawa / Hiroyuki Endō |